# Нюча-Пягунъяха
Нюча-Пягунъяха (устар. Нюча-Пягун-Яха) — река в России, протекает по Ямало-Ненецкому АО. Устье реки находится в 4 км по правому берегу реки Пягунъяха. Длина реки составляет 28 км. В 9 км от устья по левому берегу впадает река Нючаяха.

## Данные водного реестра
По данным государственного водного реестра России относится к Нижнеобскому бассейновому округу, водохозяйственный участок реки — Пур. Речной бассейн реки — Пур.
Код объекта в государственном водном реестре — 15040000112115300056285.